# Blană

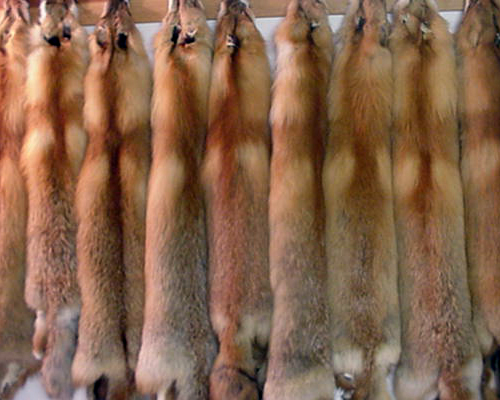
Blăni de vulpe

Blana este un strat de păr des sau de lână, care crește pe pielea unui animal.
Aceeași denumire o poartă și pielea de animal cu păr cu tot, prelucrată prin tăbăcire. Aceasta se folosește la confecționarea de genți, haine, pantofi și uneori chiar covoare.